# Little Boots
Victoria Christina Hesketh (née le 4 mai 1984 à Blackpool au Royaume-Uni), dite Little Boots, est une auteure-compositrice-interprète et disc jockey britannique de musique electropop.
Elle a été membre du groupe Dead Disco, avant de se produire en tant qu’artiste solo.
A ce jour, elle a publié quatre albums, Hands en 2009, Nocturnes en 2013, Working Girl en 2015, Tomorrow's Yesterdays en 2022, ainsi qu'un certain nombre de maxis et d’albums de remixes.
Little Boots est également partie en tournée dans le monde entier, à la fois en tant que disc jockey et en tant qu’artiste solo avec un groupe de soutien. Hands avait réussi à atteindre la cinquième place des hit-parades britanniques, tandis que les singles New in Town et Remedy sont devenus des tubes classés dans plusieurs tops vingt.
En 2015, elle collabore avec Jean-Michel Jarre à l'occasion de l'album Electronica 1: The Time Machine, sur le morceau If..!.

## Discographie

### Albums studio
- Hands (2009)
- Nocturnes (2013)
- Working Girl (2015)
- Tomorrow's Yesterdays  (2022)

### Singles
- New in Town (25 mai 2009)[5]
- Remedy (17 août 2009)[6]
- Earthquake (16 novembre 2009)